# Johann Wilhelm Fischer
Johann Wilhelm Fischer (* 1779 in Burg an der Wupper, heute zu Solingen; † 1845 vermutlich in Barmen, heute zu Wuppertal) war Baumwollfabrikant und Bankier.
Fischer absolvierte eine Ausbildung im Handelshaus Anhalt & Wagener in Berlin und war dort anschließend drei Jahre als Handlungsgehilfe tätig. Ab 1802 war er für den Textilverlag Johann Peter Schlickum in Elberfeld tätig, ab 1803 überwiegend von Mailand aus zwecks Bearbeitung des italienischen Marktes. Ab 1806 hielt er sich überwiegend in Elberfeld auf. Er reiste 1808 zusammen mit dem Kaufmann Gerhard Siebel (1784–1831) nach Paris, um bei Napoléon die Aufhebung der Handelsbeschränkung für die Wirtschaft des Bergischen Landes während der Kontinentalsperre zu erreichen. Das Vorhaben war nicht erfolgreich. Im gleichen Jahr heiratete er Caroline von Eynern, die Tochter eines Barmer Kaufmanns. Sie verstarb bereits 1812.
Als Munizipalrat (=Stadtrat) initiierte er 1809 den Ausbau des Weges von Elberfeld nach Sonnborn.
1812 gründet Fischer sein eigenes Handelshaus und eine Tuchfabrikation in Elberfeld. Nach der Heirat von Johanna Carolina Keuchen im Jahr 1814 übernimmt er die Textilfabrik ihres Vaters. Er zieht mit der Familie nach Barmen um. Zusammen mit anderen Bürgern gründete er 1816 den „Barmer Kornverein“, der durch Ankauf von Getreide die Hungersnot lindern sollte. Die Zeit der Herrschaft der Franzosen im Rheinland schilderte Fischer in seinen Memoiren, die er 1817 schrieb. 1829 bis 1833 gehörte er dem Stadtrat an. Zusätzlich war er von 1830 bis 1836 stellvertretender Abgeordneter der Stadt Barmen im rheinischen Provinziallandtag. 1822 gründete Fischer das „Bankhaus Gebrüder Fischer“, das seinen Ursprung aus dem „Bankgeschäft Nagel & Kemna“ hatte. Aus dem Bankhaus wurde 1867 der Barmer Bankverein Hinsberg, Fischer & Comp. und war bis zur Fusion mit der Commerzbank AG 1932 eine der größten deutschen Bankgesellschaften.
Fischer siedelte sich mit seiner Familie in einem Kerbtal des Klever Baches südlich der Wupper an. 1847 ließ seine Familie zusammen mit der Stadt Barmen den Fußweg im Tal ausbauen. Seitdem trägt die Straße den Namen Fischertal sowie der Bach den Namen Fischertaler Bach.

## Werke
- 1817 – „Nachrichten aus meinem Leben“